# Drispenstedt
Drispenstedt ist eine Ortschaft im Norden von Hildesheim.

## Geschichte
Die erste urkundliche Erwähnung Drispenstedts datiert aus dem Jahr 1193. Während der Braunschweiger Stadtfehde wurde es 1493 zerstört, während der Hildesheimer Stiftsfehde 1522 gebrandschatzt und seine Felder verwüstet. Nachdem 1542 in der Hildesheimer Andreaskirche die Reformation eingeführt worden war, wurde der Ort protestantisch und blieb es zunächst trotz anhaltender Rekatholisierungsversuche. Im Dreißigjährigen Krieg wechselte die offizielle Konfessionszugehörigkeit mehrmals, bei Kriegsende war der Ort wieder katholisch. 1848 betrug die Einwohnerzahl 193, 1900 waren es 509 Einwohner. Das Siegel, das die Gemeinde bis zum Ende ihrer Selbständigkeit führte, erhielt sie 1933 im Zuge der Einführung eines Gemeindewappens in allen Gemeinden des Landkreises. Es geht auf ein Siegel aus dem Jahr 1297 zurück, das eine stilisierte Rose zeigt. 1938 wurde es in die Stadt Hildesheim eingemeindet. Diese wies im Dezember 1959 ein umfangreiches Baugebiet aus. Ab 1960 entstanden in Neu-Drispenstedt über 1800 neue Wohnungen. Ein Großteil dieser Wohnungen wird von der Gemeinnützigen Baugesellschaft betreut, in diesen leben rund 5000 Menschen zahlreicher Nationalitäten. Am 31. Dezember 2005 hatte Drispenstedt insgesamt 5748 Einwohner.

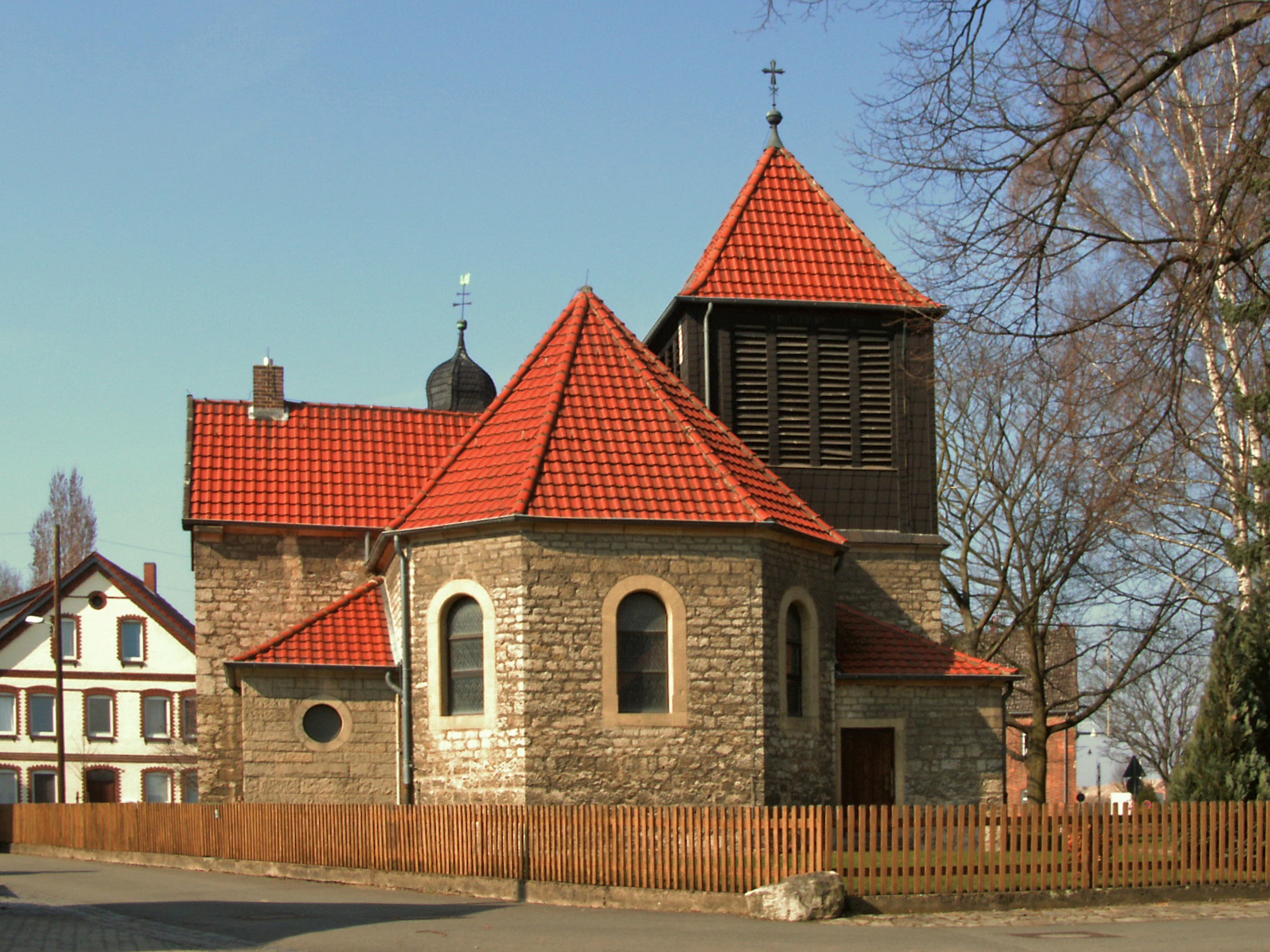
St. Nikolaus-Kirche

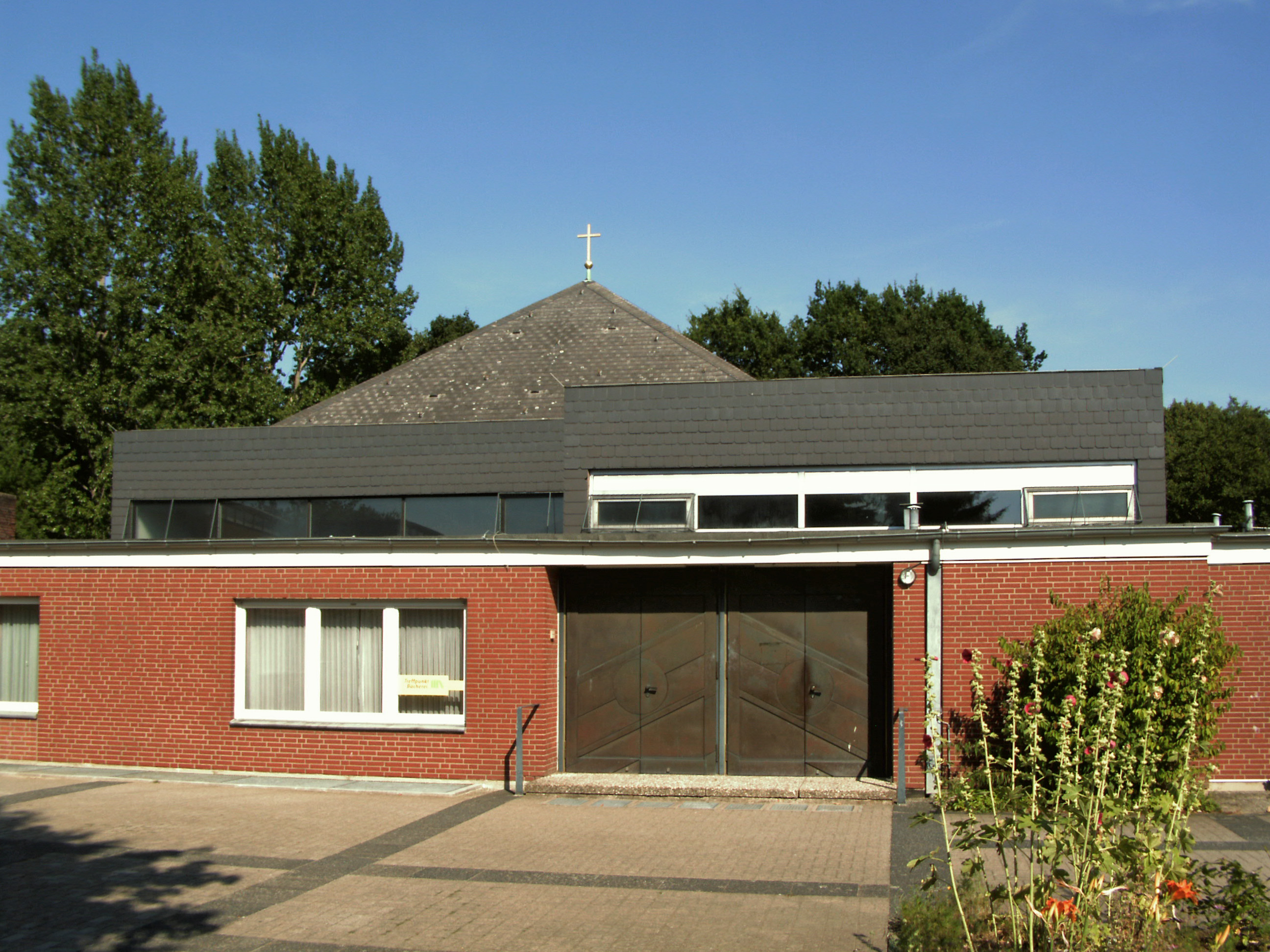
Kath. Kirche Mariä Lichtmess

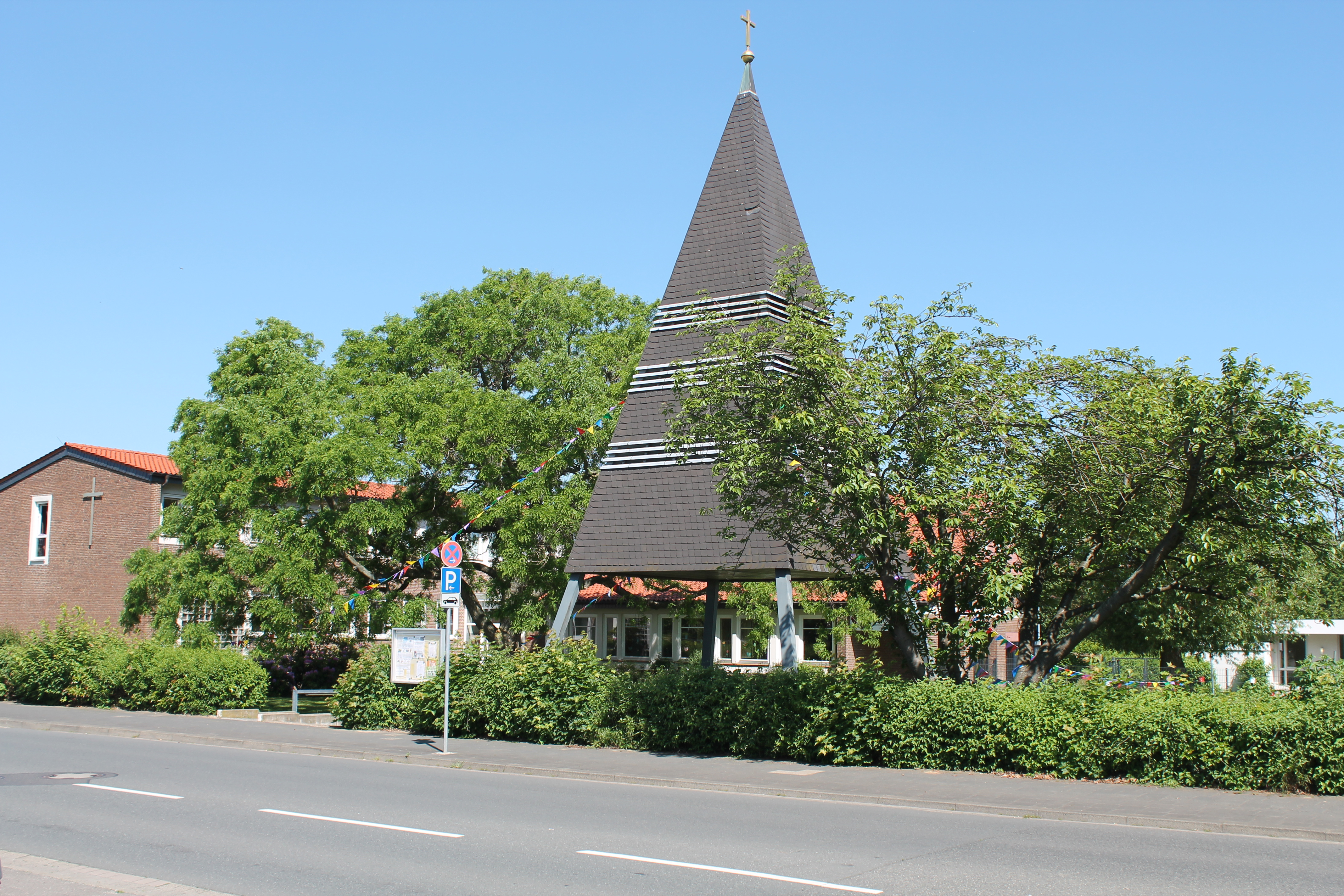
Ev. Kirche St. Thomas

## Religion
- Ev. luth. Kirchengemeinde St. Thomas
- Kath. Pfarrkirche Mariä Lichtmess – geweiht 1975
- Kath. Stiftskirche St. Nikolaus (Pastor Vollmer Stiftung) – geweiht 1703

## Politik

### Ortsrat
Der Ortsrat, der Drispenstedt vertritt, setzt sich aus elf Mitgliedern zusammen. Die Ratsmitglieder werden durch eine Kommunalwahl für jeweils fünf Jahre gewählt.
Bei der Kommunalwahl 2021 ergab sich folgende Sitzverteilung:
| Ortsrat 2021Insgesamt 11 Sitze - SPD: 6 - CDU: 5 |

### Ortsbürgermeister
Ortsbürgermeister ist Arne Heims (SPD), Stellvertretende Ortsbürgermeisterin ist Birgit Kaune-Vollmer (CDU).

## Wirtschaft und Infrastruktur
- Ganztagsschule Drispenstedt mit Schulkindergarten und Montessorizweig
- Freiwillige Feuerwehr Drispenstedt
- Kath. Grundschule St. Nikolaus
- Kath. Kindergarten St. Nikolaus
- Ev. Kindergarten St. Thomas
- Kinder- und Jugendhaus Drispenstedt
- Stadtteiltreff Drispenstedt
- Werkstätte des Vereins „Lebenshilfe für Menschen mit Behinderung“
- Feldbahnmuseum Hildesheim
- VfV-Hallenbad
- Freibad Müggelsee
- Flugplatz Hildesheim

## Persönlichkeiten
- Karl Schwabe, * 26. Juli 1877 in Drispenstedt; † 14. April 1938 in Sponholz, Politiker
- Erich Riebartsch, * 14. Mai 1902 in Dankersen; † 22. November 1986 in Hildesheim, katholischer Theologe und Professor für Liturgik und Kirchenrecht am Priesterseminar Hildesheim sowie Mitglied des Norddeutschen Rundfunkrates und in den 1960er Jahren als Kooperator in der kath. Kirchengemeinde St. Nikolaus in Drispenstedt tätig
- Joachim Raffert, * 16. März 1925 in Hildesheim; † 18. September 2005 ebenda, deutscher Journalist und Politiker, lebte zeitweise in Drispenstedt
- Brigitte Litfin, geb. Ballhaus * 25. April 1954 in Hildesheim; † 24. April 2006 ebenda, Politikerin, verbrachte ihre Kindheit und Jugend in Drispenstedt
- Werner Schreer, * 12. Mai 1957 in Einbeck, ehemaliger Generalvikar im Bistum Hildesheim, war von 1996 bis 2006 Pfarrer der kath. Kirchengemeinde St. Nikolaus in Drispenstedt
- Carsten Maschmeyer, * 8. Mai 1959 in Bremen, deutscher Finanzunternehmer, verbrachte einen Teil seiner Kindheit und Jugend in Drispenstedt
- Dirk Gerstle, 15. Januar 1961 in Hildesheim, Beamter und seit Juli 2013 in Berlin Staatssekretär für Soziales in der Senatsverwaltung für Gesundheit und Soziales. War Fußballspieler und Trainer beim SC Drispenstedt
- Markus Brinkmann, * 30. Juni 1961, Politiker, verbrachte seine ersten Lebensjahre in Drispenstedt
- Raphael Schäfer, * 30. Januar 1979 in Kędzierzyn-Koźle (Polen), deutscher Fußballer, spielte beim SC Drispenstedt